# Gunsan Airport
Gunsan Airport (koreanska: 군산공항, engelska: Gunsan Gonghang, Kunsan Konghang) är en flygplats i Sydkorea. Den ligger i den sydvästra delen av landet, 190 km söder om huvudstaden Seoul. Gunsan Airport ligger 8 meter över havet.
Terrängen runt Gunsan Airport är platt. Havet är nära Gunsan Airport åt sydväst.  Närmaste större samhälle är Gunsan, 11,9 km nordost om Gunsan Airport. 